# Castlevania: Lament of Innocence
Castlevania: Lament of Innocence (キャッスルヴァニア), sorti simplement sous le nom Castlevania en Europe et au Japon, est un jeu vidéo créé par Konami sur PlayStation 2. Le jeu se déroule en 1094, ce qui en fait le premier épisode chronologique de la série Castlevania, remplaçant Castlevania Legends qui est exclu de la chronologie officielle.

## Histoire
Au XIe siècle, les grands féodaux gagnaient en puissance, conjointement à l'affaiblissement des monarchies. Les premiers chevaliers étaient ainsi avant tout au service de leur seigneur. Cependant, l'Église cherchait un moyen de pacifier ces turbulents guerriers. Un effort de réforme prolongé en fit peu à peu des Milites Christi, ou soldats du Christ. Sous l'influence de l'Église, ceux qui n'étaient encore que des guerriers à cheval devinrent des chevaliers au sens noble du terme, avec des droits et des devoirs moraux et religieux. À ce titre, ils se devaient notamment de combattre toute forme d'hérésie.
En 1094, une compagnie de chevaliers était réputée invincible. Elle devait ses titres de gloire à deux hommes : Léon Belmont, baron puissant et guerrier courageux, et Mathias Cronqvist, ami du premier et tacticien de génie, dont le niveau d'instruction le rendait exceptionnel dans une société largement illettrée. Tous deux avaient une totale confiance l'un en l'autre. Une longue et forte amitié les liait.
Mais un jour, tandis que Mathias revenait victorieux d'une campagne, il apprit la nouvelle de la mort soudaine de sa femme, Elisabetha Cronqvist. Sa tristesse était si profonde qu'elle le cloua au lit. Grâce aux efforts de Léon et quoique Mathias fût toujours convalescent, une année passa sans que la compagnie ne perdît aucune bataille. Cependant, une armée de monstres apparut soudain dans le domaine de Léon. L'Église, alors que se préparait la Ire Croisade, concentrait l'essentiel de ses forces dans la lutte contre les infidèles, aux dépens de la lutte — pourtant nécessaire — contre les monstres. Par ailleurs, il était interdit aux chevalier de haut rang de combattre sans permission ecclésiastique. Dans le cas contraire, ils étaient alors déchus de leur titre nobiliaire. Devant l'ampleur de l'invasion diabolique à laquelle son domaine était en proie, Léon requit le droit de combattre. Il ne reçut en retour qu'une implacable fin de non recevoir.
Une nuit, Mathias lutta dans son lit. Il confia alors à Leon que les monstres étaient liés à un vampire qui vivait dans un château un beau milieu d'une forêt appelée « Nuit Éternelle ». Mathias lui révéla aussi que sa promise, Sara Trantoul, avait été kidnappée par ce vampire et amenée dans son château.
Puisque Léon ne pouvait combattre sans permission de l'Église, il renonça à son titre de Baron et se rendit dans la forêt de la Nuit Éternelle. Léon la parcourut jusqu'à y rencontrer Rinaldo Gandolfi, vieil alchimiste menant une existence érémitique. Rinaldo s'étonna que Leon ne fût plus baron, bien que cela fît d'eux des égaux. Il invita ce dernier dans sa masure, et lui fit comprendre qu'il avait un compte à régler avec le sinistre personnage que précisément Léon recherchait : Walter Bernhard, le vampire du château. Walter était cruel et se délectait de jouer avec les vies humaines. Aussi, Rinaldo tentait d'aider les chasseurs qui, passant par chez lui, cherchait à éliminer le vampire. Assez étrangement, celui-ci permettait de telles interventions, par perversion ludique. Mais malgré l'auxiliaire puissant que constituait Rinaldo, personne n'avait réussi à vaincre Walter jusqu'à présent.
Après avoir ainsi achevé le récit de son puissance, Rinaldo donna à Léon un fouet fait d'alchimie pour l'aider. Léon lui demanda ce qu'était l'alchimie. Rinaldo lui expliqua alors les principes à l'origine de la fabrication du fouet. Ce faisant, il lui révéla que sa connaissance de l'alchimie lui venait de Mathias, ce qui ne manqua pas surprendre Léon. Les arts de l'alchimie étaient en effet transmis oralement dans la famille de Mathias, et ce de génération en génération.
En plus du fouet, Rinaldo fit à Léon un autre présent, qui allait se révéler primordial par la suite : il mit sa propre énergie dans le gant de Léon. Désormais, l'objet était apte à absorber les attaques magiques. Après avoir remercié le vieil alchimiste, Léon en pris congé, non sans se munir précautionneusement du fouet d'alchimie et du gant enchanté. Mais avant de partir, il se vit rappeler par Rinaldo l'objectif initial de sa quête : pour espérer atteindre les quartiers de Walter, il fallait d'abord vaincre les cinq gardiens du château. Seules ces victoires successives pouvait en effet lui permettre d'ouvrir la grande porte du château qui le mènerait, à terme, au maudit vampire.

## Système de jeu
Comme de nombreux autres épisodes de Castlevania, Léon Belmont se bat avec un fouet et possède les armes secondaires habituelles (couteau, eau bénite, croix, etc.) qui utilisent des cœurs, et se combinent avec des orbes magiques qui changent leur effet. Il dispose également de pouvoirs magiques (les reliques), qui utilisent des points de magie.
Deux autres personnages sont déblocables en finissant le jeu, Pumpkin et Joachim.

## Personnages
- Léon Belmont : puissant baron qui dut, pour sauver sa bien-aimée Sara, renoncer à son titre et sa fortune.
- Sara Trantoul : la bien-aimée de Léon, enlevée par un vampire.
- Rinaldo Gandolfi : un Alchimiste qui aide le héros dans son périple en lui donnant des conseils et en lui vendant des objets.
- Joachim Armster : un vampire de rang inférieur, enfermé par Walter.
- Mathias Cronqvist : le meilleur ami de Léon, ils ont toujours combattu ensemble. « Il est aussi fort que moi et ne peut être mauvais, le pauvre, sa femme est morte » (dixit Léon).

## Accueil
Castlevania: Lament of Innocence reçoit des critiques plutôt positives à sa sortie, bien que la répétitivité du jeu ait été critiquée.

## Développement
Lament of Innocence est le premier Castlevania à sortir sous le nom Castlevania au Japon. D'après Koji Igarashi, cela vient de la mondialisation de l'information par internet et des grosses parts de marché de la série aux États-Unis, d'où partent beaucoup de nouvelles sur Castlevania. Voulant rendre la série reconnaissable avec un logo type, Konami décide d'utiliser le nom Castlevania dans le monde entier.